# Chevrolet Chevy 500
Chevy 500 foi uma picape derivada do Chevette, fabricada no Brasil pela Chevrolet.
Com dez anos de estrada, o Chevette apresentou sua última variação de carroceria no Brasil. Após o sedã de duas portas, hatch, sedã de quatro portas e da perua Marajó, a Chevrolet desenvolveu uma versão picape do primeiro Chevette, sob a mesma plataforma. A picape tinha pouca capacidade de carga, mas tinha tração traseira e ofereceu até câmbio automático.

## História
A GM respondeu ao segmento de pick-up, que nasceu no início dos anos 80, lançando no Brasil em Novembro de 1983 a Chevy 500, como uma resposta a Volkswagen Saveiro, Fiat City e Ford Pampa, sendo a última a líder do segmento por quase todos anos 80.
O nome, "Chevy 500" faz uma alusão a capacidade de carga de 500 kg que ela poderia levar em sua caçamba no Brasil. Entre as rivais, era a única a contar com tração traseira, que ajuda (e muito) quando a picape está carregada, além de ter uma boa condição em terrenos acidentados, como lama ou de difícil travessia. Porém o assoalho baixo fazia com que a caçamba perdesse um pouco da capacidade cúbica, ao trazer uma altura de apenas 43 centímetros.

## Origens do Modelo
Muito se engana quem pensa que uma caminhoneta derivada do Chevette é privilégio de brasileiro. Bem verdade que nem os norte-americanos, nem os europeus não tiveram uma versão de carga do pequeno clássico mundial da GM.
Ao que tudo indica, as primeiras caminhonetas Chevette surgiram quase que simultaneamente em dois continentes diferentes: por volta de 1977, na Coréia do Sul, no Equador e no Uruguai.
Comecemos pela mais longínqua: a sul-coreana, chamada Saehan Max. Seu fabricante, a Saehan, era, na verdade, uma subsidiária da compatriota Daewoo, que fabricou o Chevette sob o nome de Daewoo Maepsy-Na, de 1982 a 1989 (que foi substituído pelo Daewoo Le-Mans, cópia do alemão Opel Kadett E). Durante este tempo a Saehan fabricou uma caminhoneta derivada da plataforma do Chevette, porém, com a dianteira muito diferente da do carro que lhe deu origem, e muito semelhante à do Buick Opel norte-americano (parecido com o Chevette "Tubarão", brasileiro).
Havia também certas distinções estruturais e mecânicas, já que enquanto o sedan Maepsy-Na, fabricado posteriormente, contava com um motor de 1,5 litro e cerca de 65 CV de potência, a caminhoneta Saehan Max contava com um motor de 2 litros e cerca de 90 CV de potência, lançando mão de um diferencial mais curto, para lhe dar maior torque e melhor performance quando totalmente carregada. Estruturalmente o Saehan Max contava com reforços no seu monobloco, que fazia-o comportar-se com um chassi, propriamente dito, como nas caminhonetas de grande porte (Ford F-250, Dodge Ram e outras mais), permitindo que o compartimento de carga fosse totalmente independente da cabine, podendo, até mesmo, ser removido (coisa que não acontece na Chevy 500, brasileira).
A Saehan Max chegou a ser comercializada em alguns países da América do Sul, como Equador, Venezuela, Colômbia e Uruguai... em alguns deles sob o nome de Saehan Gemini (o mesmo nome do "Chevette" japonês e australiano).
Foram justamente no Equador e no Uruguai que as outras caminhonetas Chevette surgiram, antes mesmo da brasileira Chevy 500.
No mesmo ano de 1977 surge, no Equador, o Aymesa Pick-up Powered by Chevette, derivada do Aymesa Cóndor. O Aymesa Cóndor era, na verdade, Grumett fabricado no Uruguai con chasis tubular em fibra de vidro que o deixava com a dianteira muito semelhante à do Vauxhall Chevette fabricado na Inglaterra. Havia também a versão coupé, semelhante ao Kadett C coupé, alemão, porém com a frente inspirada no Chevette inglês.
O Aymesa Pick-up nada mais era do que um Cóndor transformado em caminhoneta, que recebia um novo painel traseiro, em fibra de vidro e o mesmo motor de 1,4 litro e 68 CV de potência, fabricado no Brasil, também presente no Cóndor.
Em 1979 surge, no Uruguai o grumett Pick-up, exportada a ecuador chamada Pick-up equatoriano Aymesa.
No ano seguinte surge a versão cabine dupla, adiantando uma tendência que só se viu trinta anos depois, no Brasil, com o lançamento do Fiat Strada cabine dupla. No entanto, este modelo tinha como peculiaridade o painel frontal do Chevette brasileiro daquele ano, apesar de o sistema de abertura do capô continuar como no Chevette inglês.
Esses modelos uruguaios de cabine dupla logo começaram a ser fabricados pela Grumett, a mesma que fabricava o Grumett Coupé (carroceria em fibra de vidrio; com frente similar do Vauxhall Chevette, inglês; lanternas traseiras e motor do Chevette 1,4 litro, brasileiro), assim que foi decretada a insolvência da Imesa.
Somente em 1983 surgiu aquele que foi o mais longevo "Chevette de carga" do mundo: o Chevrolet Chevy 500, fabricado no Brasil e exportado aos países-irmãos sul-americanos, onde ganhou o nome de GMC 500 e de Chevrolet Cargo, no Equador (foi fabricado bajo licencia grumett do uruguay), e que só foi aposentar-se em 1995.

## Modelos e Versões
A motorização era a 1.6 8v que desenvolvia 75 cv de potência com álcool, com torque de 12,6 kgfm de força e 73 cv de potência com gasolina, com torque de 12,3 kgfm de força e câmbio manual de 5 marchas. O consumo médio era de 8,1 km/l na cidade e 11,5 km/l na estrada, fazendo o 0 a 100 km/h em 15,8 segundos e com velocidade máxima de 143 km/h. O motor era suficiente para impulsionar os 958 kg. Suas dimensões eram: Comprimento 4,18 m, largura 1,57 m, altura 1,33 m, entre-eixos 2,39 m.
As versões da Chevy 500 eram a SE e SL, sendo que a última era a mais equipada e trazia ripas de madeira na caçamba e detalhes cromados. Em 1987 a Chevrolet dava um retoque no visual da Chevy 500, que ganhava nova grade dianteira, para-choque dianteiro e traseiro novos, além de adesivos nas laterais, que davam um toque de modernidade a Chevy 500.
No final de 1987 o motor 1.6 era retrabalhado para desenvolver mais, além de reduzir o peso dos pistões e das bielas, além da adoção de carburador de corpo duplo, Werber 460. O motor passou a ser chamado de 1.6/S e sua potência subia de 73cv com gasolina para 81cv e subindo para 13kgfm de torque. Com álcool a potência subia para 82cv de potência. Com isso a Chevy 500 ficava mais rápida. Fazia a prova de 0 a 100 km/h em 14,2 segundos e atingia a velocidade máxima de 149 km/h. As versões recebiam mais uma vez, uma nova nomenclatura e a versão SE passava-se a ser chamada de SL/E, ficando no mesmo padrão de Monza e Opala. A versão básica passa a ser chamada de SL. Em 1987 a Chevy 500 conquistava a liderança do segmento em um páreo duro com Ford Pampa e Volkswagen Saveiro, enquanto a rival da Fiat perdia vendas e seria substituída pela Fiat Fiorino Pickup.
Entre os itens de série, a Chevy 500 trazia vidros verdes, bancos reclináveis com apoio de cabeça, vidro traseiro corrediço, temporizador e lavador de pára-brisa, retrovisores com controle interno, faixas laterais coloridas, pneus cidade e campo, faróis halógenos, embreagem eletromagnética do ventilador, alarme antifurto e grade protetora do vidro traseiro. Na versão mais básica, podendo ainda ser equipada com cintos de três pontos, desembaçador com ar quente, ar-condicionado, pintura metálica e até mesmo o câmbio automático automático de 3 velocidades, se tornando a primeira picape compacta a trazer câmbio automático, em 1987, também. Não fez muito sucesso e deixou de ser produzida em 1990, junto ao Chevette.
Com a chegada da Fiat Fiorino, mais moderna, as rivais começavam a ficar mais velhas no início dos anos 90. O Chevette já tinha saído de linha em Novembro de 1993 e a Chevy 500 era a última da família a continuar a ser fabricada em Mogi das Cruzes (SP). Desde 1991 era vendida em versão única, a DL, mas em 1993 ganhou uma série especial chamada de Camping, onde trazia pequenos detalhes e adesivos laterais com a inscrição da série especial. Possuía também o mesmo volante, painel, tecido listrado dos bancos e forros de portas do Chevette L. Essa série ainda trazia como item de série, capota marítima e lâminas dos para-choques dianteiros e traseiros de cor branca. Final de 1993, já modelo 1994 até 1995, eram produzidas com o mesmo motor 1.6/S, carburação Brosol de corpo duplo (2 E), rodas de ferro, com o mesmo painel ultrapassado de mostradores redondos, volante simples, sem janelas corrediças traseira e com o mesmo friso fino nas laterais, herdados já do extinto Chevette L, até deixar de ser produzida em 1995, sendo substituída pela Corsa Pickup. Além de ser o último modelo da família Chevette a ser descontinuado, a Chevy 500 mostrava-se confiável e robusta, mas já cansada e com pouca capacidade de carga.
Chevrolet Chevy 500 é um utilitário leve, que fez parte da linha Chevette. Sua produção se iniciou em novembro de 1983 e se encerrou em 1995 sendo substituída pela pick-up Corsa.

## Utilização atual do modelo
Hoje é pouco comum ver Chevy 500 nas ruas, uma vez que foram produzidas pouco mais de uma década, sendo sucateadas ao longo dos anos por apreensão de veículo, colisões, perda total, mau uso e cuidados, devido grande problema de corrosão do assoalho, próximo à cabine. Local muito crítico, que, se não realizar inspeção, limpeza periódica, obstrui os dutos de saída de água. Fora também, pelo uso abusivo dos donos, por ser uma caminhonete de tração, compromentendo seriamente a estrutura do carro.
Outros, por sua vez, possuem apreço e conservação do modelo, mantendo-o original ou equipando com motorização potente e acessórios.
Encontram-se muitas caminhonetes em interiores, roças, etc., pois os donos utilizam o carro simplesmente pela tração traseira, em terrenos lamacentos e de difícil acesso. Também muito utilizados por pessoas de baixa renda, que acabam colocando em trabalho duro, infelizmente chegando até o fim da vida útil do carro, ficando inviável restauração.
Esse carro possui um ótimo custo benefício, muitas das peças são baratas encontradas facilmente.

## Curiosidades
Dentre várias versões, itens de acabamentos, tipos de tecidos nos bancos, coloração de interiores, carburação e potência do motor, existe a Chevy 500 Furgão, modelo extremamente raro, que foi lançado como opcional de fábrica nos anos 1984 até 1986. Se trata da mesma caminhonete, porém é retirado a tampa traseira e grade do vigia, instalando a capota com portas. Muitas pessoas não sabem que existiu essa versão/modelo.